# Dhuizel
Dhuizel es una comuna francesa situada en el departamento de Aisne, en la región de Alta Francia.

## Demografía
| 160 | 153 | 125 | 103 | 101 | 102 | 113 |
| Para los censos de 1962 a 1999 la población legal corresponde a la población sin duplicidades (Fuente: INSEE [Consultar]) |     |     |     |     |     |     |